# Battaglia di St. John's
La battaglia di St. John's fu una battaglia combattuta nel corso della guerra di successione spagnola il 1º gennaio 1709. Una forza di 164 uomini al comando di Joseph de Monbeton de Brouillan de Saint-Ovide, del luogotenente del re Philippe Pastour de Costebelle, governatore francese di Plaisance (oggi anche nota come Placentia), riuscì a conquistare la città inglese di St. John's, prendendo circa 500 prigionieri.

## Antefatto
Terranova era stata un territorio contestato tra Francia e Inghilterra da prima della Guerra della regina Anna che scoppiò nel 1702. I raid francesi durante la Guerra di re Guglielmo negli anni '90 del Seicento avevano completamente distrutto gli insediamenti inglesi, tra cui il porto principale di St. John's. Gli inglesi ricostruirono i siti stagionali sulla costa orientale della Penisola di Avalon, mentre i francesi occuparono il lato occidentale, dove posero la capitale Plaisance.
Nel 1702, il capitano inglese John Leake razziò un gran numero di insediamenti francesi a Terranova, ma evitò Plaisance per la presenza di diverse navi da guerra francesi nel porto. Nell'inverno del 1704–5 Daniel d'Auger de Subercase, governatore francese di Plaisance, guidò un assedio a St. John's nel quale il villaggio venne distrutto, ma Fort William non venne preso. L'anno successivo, i francesi e gli Mi'kmaq continuarono a razziare gli insediamenti inglesi, e gli inglesi a loro volta inviarono delle forze navali che distrussero gli insediamenti francesi, anche se ancora una volta Plaisance venne considerata troppo forte da assaltare.
Philippe Pastour de Costebelle, che succedette a Subercase come governatore di Plaisance, ottenne l'opportunità di assaltare St. John's direttamente con un numero di navi francesi poste a Plaisance sul finire del 1708, inclusa la fregata Vénus ed altre navi private francesi provenienti dalle Indie Occidentali. Per reificare questa opportunità, inviò il suo luogotenente, Joseph de Monbeton de Brouillan de Saint-Ovide, a reclutare una compagnia di uomini per condurre l'assalto a St. John's, che avrebbe supportato il capitano della Vénus, Louis Denys de La Ronde. Saint-Ovide reclutò una forza di 164 uomini tra marinai, coloni locali e indiani Mi'kmaq, e si accampò appena fuori St. John's il 14 dicembre 1708.
Il maggiore Thomas Lloyd ritornò al comando di St. John's nell'inverno del 1705-6, dopo essere stato estromesso dal suo posto da John Moody, che aveva difeso il forte durante l'assedio del 1705. Lloyd aveva già ricoperto quell'incarico dal 1696, e si era guadagnato la reputazione tra i coloni per essere un violento e dispotico, fatto che sicuramente non contribuì a farlo ambientare correttamente. Al suo ritorno a Londra subì diverse accuse che chiarificò personalmente, e venne reinstallato al suo posto nonostante la sfiducia di Moody nel 1705. Dal 1705 al 1708 condusse la colonia senza incidenti significativi e prese parte ai raid del 1707 contro gli insediamenti di pescatori francesi. Organizzò delle compagnie di milizia e costruì nuove fortificazioni grandi abbastanza da poter ospitare tutti i cittadini. Egli persuase la maggior parte della popolazione a trascorrere l'inverno nelle fortificazioni sino al 1708 per la presenza di continui raid francesi e indiani.

## La battaglia
Saint-Ovide condusse l'attacco sull'impreparata guarnigione inglese il 1º gennaio 1709. Fort William si trovava sotto il comando del maggiore Lloyd col supporto del tenente Timothy Gullye e del tenente Thomas Phillips, assistito dal chirurgo William Chalmers anch'egli residente. Lanciando il loro attacco a Fort William, la più antica delle due fortificazioni, dalle 4:00 alle 5:00, le forze attaccanti fecero sì che venisse dato l'allarme. Lloyd venne svegliato nel suo letto dall'allarme, ma ben presto il forte venne conquistato. I 160 francesi, canadesi ed indiani avevano battuto gli 85 uomini della guarnigione ed avevano occupato il forte. La connessione tra le fortificazioni venne chiusa ed i 440 difensori del nuovo forte non furono in grado di prestare l'assistenza di cui i soldati necessitavano. Dopo una breve resistenza, George Vane, a capo della difesa del nuovo forte, si arrese. Il cannoniere William I'Anson di Fort William riporto numerose falle nelle difese inglesi, tra cui lo scarso accesso alla polvere da sparo per i moschetti, indifferenza generale e addirittura menefreghismo nei confronti dell'allarme:
La chiamata al centro! Fuoco! Fuoco! Credo che molti siano stati i soldati svegliati nei loro letti, ma pure molte case nel nuovo forte erano già state incendiate come spesso accadeva. Se avessero potuto raggiungere le loro armi, avrebbero agito bene sui loro nemici, essendo notoriamente risoluti. Ma una delle nostre sfortune più immediate fu che trovammo i nostri nemici presso le mura quando tutto già ormai era compiuto, senza nemmeno che ci avessero dato il tempo di riprenderci. 
Secondo tale resoconto, l'intera battaglia durò circa tre minuti. Il cannoniere riportò pure che il Castello Sud venne preso due giorni dopo.

## Conseguenze
I francesi occuparono St. John's sino all'aprile successivo. Costebelle, piuttosto che tenere la posizione di St. John's, ordinò di abbandonare il sito e distruggerne le fortificazioni. Gli inglesi rioccuparono e ricostruirono il sito. La Francia cedette le proprie pretese su Terranova nel 1713 con il Trattato di Utrecht e Costebelle sovrintese alla rilocazione dei francesi a Louisbourg sull'Île-Royale (attuale Isola del Capo Bretone). Saint-Ovide venne ricompensato con la croce di cavaliere dell'Ordine di San Luigi per le sue azioni, e succedette a Costebelle come governatore dell'Île-Royale nel 1718.
Le fortificazioni di St. John's sono oggi divenute Sito Storico Nazionale del Canada, anche se le strutture coinvolte in questo conflitto vennero distrutte e poi sostituite da altre simili.